# Любич-Маевский, Станислав Адамович
Станислав Адамович Любич-Маевский (бел. Станіслаў Адамавіч Любіч-Маеўскі, пол. Stanisław Lubicz-Majewski; 27 апреля 1878 года, Полоцкий уезд, Витебская губерния — декабрь 1941, Минск) — белорусский общественный и культурный деятель, педагог.

## Биография
Станислав Любич-Маевский родился в 1878 году в Полоцком уезде Витебской губернии (в настоящее время — Полоцкий район Витебской области). В 1895 году окончил гимназию в Полоцке, в 1903 — Ягеллонский университет в Кракове. В 1900 году, будучи студентом, возглавил студенческую организацию «Кола беларускіх студэнтаў у Кракаве», целью которой было изучение положения белорусских крестьян и их взаимодействия с польской шляхтой, влияние на население Белоруссии политики полонизации и русификации.
По окончании университета преподавал в учебных заведениях Польши, был директором гимназий в Замбруве, Львове, Калише, Янув-Любельском,  Вилейке, Нове-Мясте, Лежайске. Был автором более чем 13 учебных пособий, наиболее значимым из которых являлся белорусский букварь «Лемантар», изданный в 1929 году во Львове. Он предназначался для белорусских школ и был подготовлен под контролем польских властей. Букварь подвергся критике белорусских языковедов: Я. Станкевича, С. Павловича, В. Самойло, — считавших его переполненным русизмами и полонизмами.
В июне 1940 года, после создания Литовской ССР, Любич-Маевский вошёл в состав городской администрации города Вильнюса, где отвечал за вопросы школьного образования. Одним из мероприятий, проведённых им на этом посту, стал школьный референдум, на котором был поставлен вопрос о национальной белорусской школе. За её создание высказалось 12 % опрошенных.
После оккупации Литвы немецкими войсками Любич-Маевский переехал в Минск и поступил на службу в Инспекцию белорусских школ. Одновременно сотрудничал с группой Я. Станкевича и белорусским антифашистским подпольем. По доносу провокатора был арестован и расстрелян в декабре 1941 года.

## Публикации
- Geografja powszechne. Cz. I Wiadomości ogólne. — Łódź—Warszawa, 1917.
- Gieografja powszechna. Cz. 2, Australia, Ameryka, Afryka i Azya. — Łódź: L. Fiszer, 1917.
- Gieografja powszechna. Cz. 4, Gieografja Polski. — Łódź: L. Fiszer, 1917.
- Krótka geografja powszechna / Stanisław Lubicz-Majewski. — Łodz: Nakładem Księgarni Ludwika Fiszera. — Warszawa: E. Wende i s-ka, 1919.
- Lemantar / Stanislau Lubicz-Majeuski. — Lwou: Nakladam dziarzaunaho wydawiectwa szkolnych knizak, 1929. — 103 s.
- Pierszy pramien / Stanislau Lubicz-Majeuski. — Lwou: Nakladam dziarzaunaha wydawiectwa szkolnych knizak, 1929. — 114, [4] c.
- Nauka pisowni polskiej. Podręcznik dla szkół początkowych i niższych klas szkół średnich. Cz. 1. — Łódź—Warszawa, 1917.